# Liste der Monuments historiques in Appenans
Die Liste der Monuments historiques in Appenans führt die Monuments historiques in der französischen Gemeinde Appenans auf.

## Liste der Immobilien
| Bezeichnung   | Beschreibung                               | Standort            | Kennzeichnung | Schutzstatus | Datum | Bild           |
| ------------- | ------------------------------------------ | ------------------- | ------------- | ------------ | ----- | -------------- |
| Chalet Meiner | Schweizerhaus, 1874 erbaut, 1880 erweitert | 2 Grande Rue (Lage) | PA25000027    | Inscrit      | 2002  | weitere Bilder |

## Liste der Objekte
| Bezeichnung                        | Beschreibung           | Standort                        | Kennzeichnung | Schutzstatus | Datum | Bild |
| ---------------------------------- | ---------------------- | ------------------------------- | ------------- | ------------ | ----- | ---- |
| Grabstein für Guillaume de Granges | Stein, bezeichnet 1355 | in der Kirche St-Nicolas (Lage) | PM25000026    | Classé       | 1908  |      |